# 3767 DiMaggio
3767 DiMaggio è un asteroide della fascia principale. Scoperto nel 1986, presenta un'orbita caratterizzata da un semiasse maggiore pari a 2,6045184 UA e da un'eccentricità di 0,1374836, inclinata di 13,69218° rispetto all'eclittica.
L'asteroide è dedicato al campione di baseball Joe DiMaggio.